# Карнаубський віск

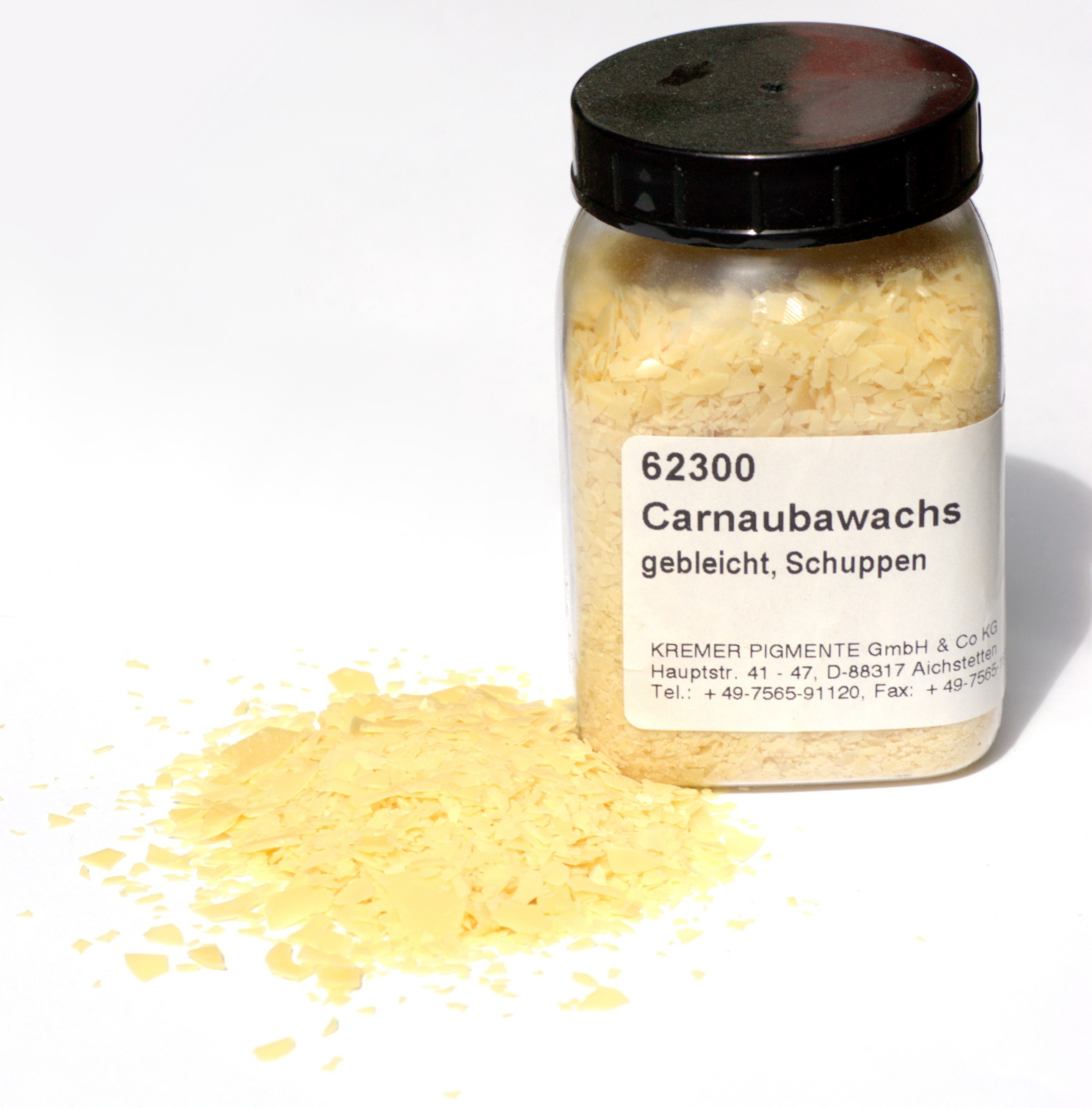
Карнаубський віск

Карнаубський віск (бразильський віск, пальмовий віск) — віск з листків пальми Copernicia cerifera, що росте в північно-східних штатах Бразилії — Піауї, Сеара та Ріу-Гранді-ду-Норті. Зареєстрований як харчовий додаток Е-903.
Віск зазвичай поставляють у вигляді твердих жовто-бурих пластівців.

## Склад
Карнаубський віск містить складні ефіри триаконтанола, тетракозанової и гексакозанової кислот та інші жирні кислоти (80-85 %), жирні спирти (10-16 %), кислоти (3-6 %) та вуглеводи (1-3 %).

## Використання
Карнаубський віск — найтвердіший і тугоплавкий (температура плавлення +83 — +91 °С) з восків рослинного та тваринного походження. Він не токсичний і тому широко використовується для створення глянцевих покриттів в таких виробах як взуття, меблі, підлоги, харчових продуктах, цукерках, різноманітних виробах для полірування, зокрема люльок. Карнаубський віск гіпоалергенний і тому використовується в косметичній промисловості для виробництва помад, тушей, тіней тощо.